# Joseph Yobo
Joseph Yobo (Kono, Nigeria, 6 de septiembre de 1980) es un exfutbolista y entrenador nigeriano. Jugaba de defensa central y su último club fue el Fenerbahçe de la Superliga de Turquía. Además fue internacional con la selección de Nigeria. Actualmente es segundo entrenador en el cuerpo técnico de su selección.

## Trayectoria
Yobo nació en Kono, Nigeria, pero creció en Port Harcourt. En 1998, partió de Nigeria para unirse al Standard Lieja de Bélgica. Debutó en el año 2000, y culminó su estancia en el club con 46 partidos jugados y dos goles a su favor. En 2001, fue comprado por el Olympique de Marsella de la Ligue 1 de Francia.

### Everton
Poco después de su debut con el conjunto francés, Yobo fue prestado al Tenerife pero no tuvo chances y tras nueve meses, retornó a Marsella. En julio de 2002, fue cedido al Everton convirtiéndose en la primera contratación de David Moyes.
Yobo se convirtió en un jugador indiscutible para Moyes en el Everton y fue uno de los siete jugadores que jugó todos los partidos en toda la temporada 2006-07.
El retraso de la renovación de su contrato en 2006, llevó a ciertos rumores de su posible transferencia al Arsenal, pero el 22 de julio, Yobo se comprometió con los de Goodison Park hasta 2010. En el partido de la Copa de la UEFA ante el Larissa de Grecia en octubre de 2007, Yobo fue nombrado capitán del Everton en ausencia de Phil Neville convirtiéndose de esta manera en el primer africano en capitanear el club. El 6 de mayo de 2009, Yobo anotó su primer tanto de la temporada ante el West Ham United para sellar la victoria por 3–1.
En la temporada 2009–10, Yobo jugó con Sylvain Distin en la defensa central, luego de la salida de Joleon Lescott y la lesión de Phil Jagielka. El 29 de noviembre de 2009, hizo un autogol en la derrota por 2-0 ante Liverpool en el derbi de Merseyside. Distin, Jagielka y John Heitinga se asentaron en el equipo titular y Yobo fue a la banca.
Yobo fue cedido por el Everton al club turco Fenerbahçe en el cual disputó 30 partidos y anotó 1 gol. Esa temporada el Fenerbahçe ganó la Superliga de Turquía en el último partido al vencer al Sivasspor por 4-3 con un gol de Yobo.

## Selección nacional
Ha sido internacional con la Selección de Nigeria, disputando 97 partidos internacionales, anotando 7 goles.
Tras debutar en 2001, disputó todos los partidos de las Super Águilas en la Copa Mundial de Fútbol de 2002, incluso participó en el único gol de su equipo en el torneo. El juego de Yobo con su selección siempre ha recibido buenas críticas. También fue parte de la escuadra nigeriana para el Mundial de Sudáfrica 2010, poco después de ser nombrado capitán de la selección tras la salida de Nwankwo Kanu.
El 6 de mayo de 2014 fue incluido por el entrenador de la selección nigeriana Stephen Keshi en la lista provisional de 30 jugadores que iniciarán los entrenamientos con miras a la Copa Mundial de Fútbol de 2014. El 2 de junio se confirmó su inclusión en la nómina definitiva de 23 jugadores. En el partido entre Nigeria y Francia, Yobo quien no había hasta ese momento lograr hacer un gol; hizo un gol en su propia portería quedando derrotado 2-0, logrando así la victoria de Francia y la eliminación de Nigeria.

### Participaciones enCopa Mundial de Fútbol
| Mundial                                | Sede                  | Resultado        | Partidos | Goles |
| -------------------------------------- | --------------------- | ---------------- | -------- | ----- |
| Copa Mundial de Fútbol Juvenil de 1999 | Nigeria               | Cuartos de final | 5        | 0     |
| Copa Mundial de Fútbol de 2002         | Corea del Sur y Japón | Primera fase     | 3        | 0     |
| Copa Mundial de Fútbol de 2010         | Sudáfrica             | Primera fase     | 3        | 0     |
| Copa Mundial de Fútbol de 2014         | Brasil                | Octavos de final | 4        | 0     |

### Participaciones en Copas Africanas
| Copa                           | Sede   | Resultado        | Partidos | Goles |
| ------------------------------ | ------ | ---------------- | -------- | ----- |
| Copa Africana de Naciones 2002 | Mali   | 3° puesto        | 6        | 0     |
| Copa Africana de Naciones 2004 | Túnez  | 3° puesto        | 6        | 1     |
| Copa Africana de Naciones 2006 | Egipto | 3° puesto        | 6        | 0     |
| Copa Africana de Naciones 2008 | Ghana  | Cuartos de final | 4        | 0     |
| Copa Africana de Naciones 2010 | Angola | 3° puesto        | 2        | 0     |

## Clubes
| Club                  | País       | Año         |
| --------------------- | ---------- | ----------- |
| Standard Lieja        | Bélgica    | 1998 - 2001 |
| Olympique de Marsella | Francia    | 2001 - 2002 |
| C. D. Tenerife        | España     | 2002        |
| Everton F. C.         | Inglaterra | 2002 - 2010 |
| Fenerbahçe S. K.      | Turquía    | 2010 - 2014 |
| Norwich City F. C.    | Inglaterra | 2014        |
| Fenerbahçe S. K.      | Turquía    | 2014        |

## Palmarés

### Campeonatos nacionales
| Título               | Club       | País    | Año  |
| -------------------- | ---------- | ------- | ---- |
| Superliga de Turquía | Fenerbahçe | Turquía | 2011 |